# LR stud

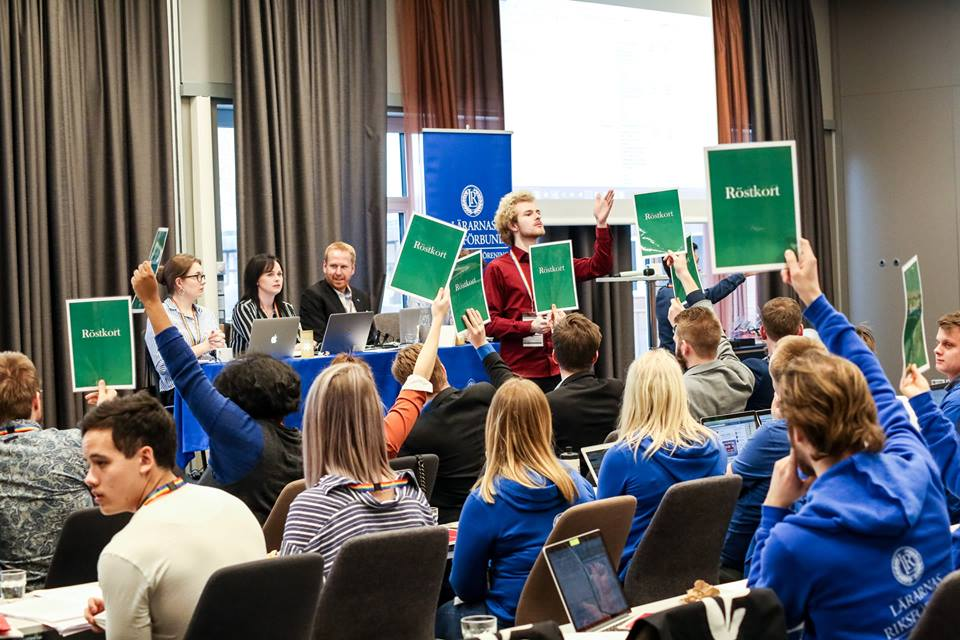
LR Studs konvent 2019.

Lärarnas riksförbunds studerandeförening (LR stud) var Lärarnas riksförbunds studerandeförening. LR stud hade 2017 närmare 20 000 medlemmar och utgjorde därmed cirka en femtedel av Saco Studentråd. LR stud samlade lärar- och studie- och yrkesvägledarstudenter med syfte att bland annat arbeta för en bättre skola och en bättre lärar- och studie- och yrkesvägledarutbildning genom aktivt opinionsarbete. Föreningen var religiöst och partipolitiskt obunden. LR stud var en autonom studerandeförening gentemot sitt moderförbund. Föreningen hade ett eget nyhetsbrev som hette StudentNytt och även ett lokalföreningsbrev som skickades ut till samtliga av LR studs lokalföreningar en gång i månaden.  
I samband med sammanslagningen av Lärarnas Riksförbund och Lärarförbundet 2023, som resulterade i det nya fackförbundet Sveriges Lärare, slogs deras respektive studerandeförening LR stud och Lärarförbundet Student ihop och bildade Sveriges Lärarstudenter.

## Historia

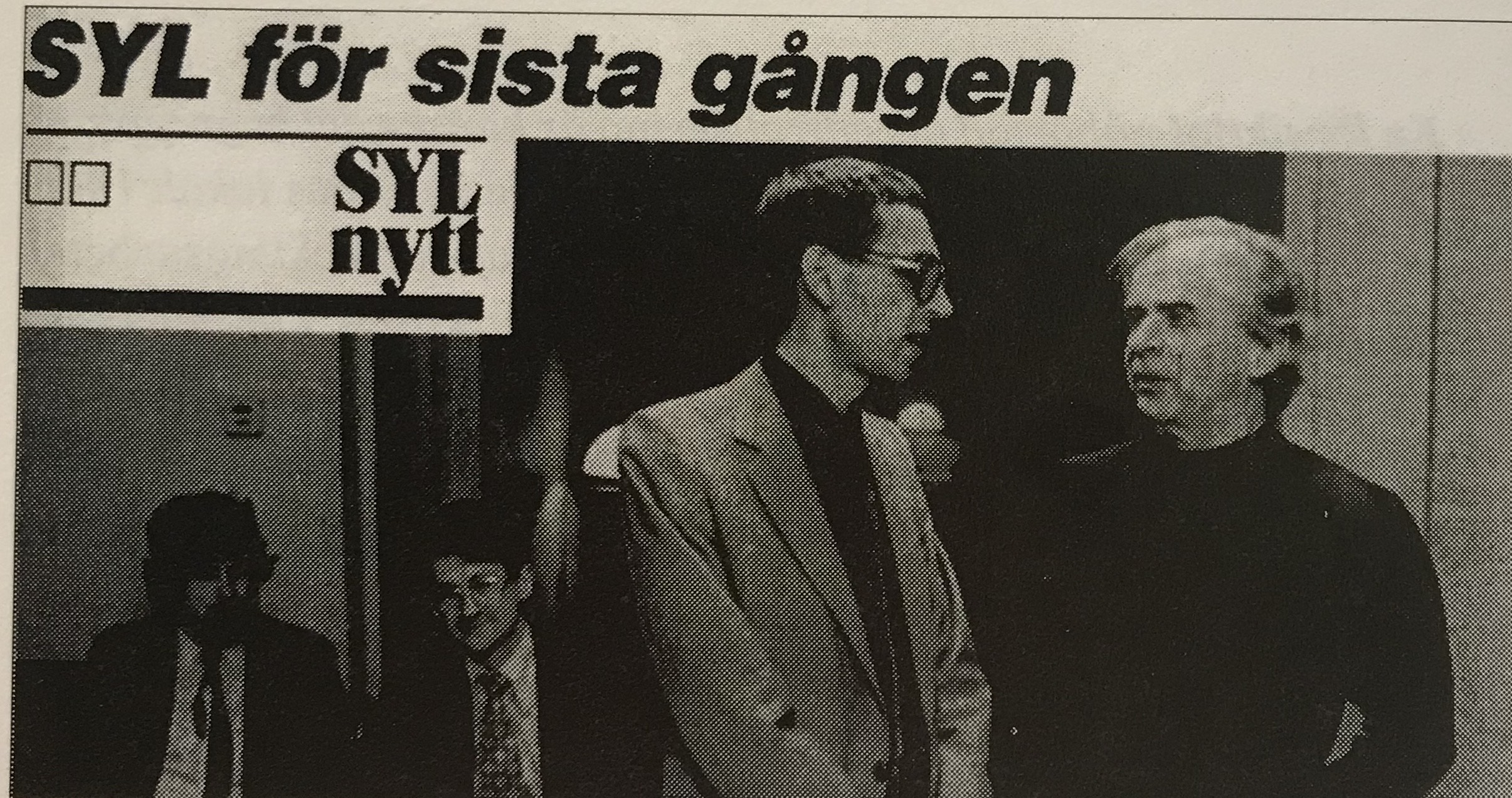
Bilden är tagen vid Sveriges Yngre Läroverkslärares förenings (SYL) sista möte. Från vänster: Jonas Bergman (LR Studs första ordförande), Göran Rudenholm (skattmästare i SYL), Arne Borgstedt (SYL:s siste ordförande) och Karl-Erik Skog (ombudsman). Foto ur första numret av tidskriften Skolvärlden, 1982.

Lärarnas Riksförbunds studerandeförening bildades 1981 då man på LR:s kongress samma år beviljade en motion (motion 224) som gick ut på att dåvarande SYL (Sveriges Yngre Läroverkslärares förening) skulle ombildas till LR stud.

### 1981 och tiden före
SYL:s föregångare hette Extralärarföreningen och hade anor från 1800-talet. Sveriges Yngre Läroverkslärares förening (SYL) grundades i november 1944. Båda studerande och icke-ordinarie adjunkter var medlemmar och SYL fungerade som en intresseförening till LR. 
1974 startades Skrifter utgivna av SYL.
Vid SYL:s ordinarie kongress den 17 maj 1981 beslöts att SYL skulle ombildas till en studerandeförening med nya stadgar. LR:s kongress beslutade i maj 1981 att en förbundsstyrelsen underställd studerandeförening skulle bildas fr.o.m. 1 januari 1982, vilket bland annat innebar att SYL bytte namn till LR:s studerandeförening.     

### 1982 och framåt
Ett stencilerat lokalt medlemsblad, kallad Skolverkligheten, gavs 1982 för första gången ut av LR stud Stockholm.
På representantskapet 1984 antog LR stud ett utbildningspolitiskt program där LR stud kraftigt betonade vikten av både kvalitet och kvantitet i ämnesstudierna.
I september 1993 drog LR stud igång en stor kampanj: Stoppa slakten av den svenska skolan! Den rikstäckande kampanjen varade mellan 20 och 24 september och angrep en rad missförhållanden inom skolväsendet. Det var studenternas blivande arbetsplatser som var i fokus och parollerna var att kritisk natur.

## Lokalföreningar
Lärarnas Riksförbunds studerandeförenings mål var att ha en lokalförening på varje lärosäte där det bedrivs en lärar- eller/och SYV-utbildning. Vid lärosäten där det finns engagerade medlemmar men som inte lyckas få ihop en hel styrelse startades arbetsgrupper upp. I arbetsgrupper ingick en från lärosätet och en från den Centrala Styrelsen. 

### Lokalföreningar
- LR stud Gävle
- LR stud Halmstad
- LR stud Linköping
- LR stud Lund
- LR stud Umeå
- LR stud Örebro
- LR stud Stockholm

## Ordförande
- Jonas Bergman (1981–1982)
- Eva Håkansson (1982–1983)
- Peter Matsson (1983–1985)
- Morten Storm Christiansen (1985–1986)
- Lena Lundberg (1986–1987)
- Lars Friborn (1987–1990)
- Carina Petterson (1990–1991)
- Anders Simu (1991–1992)
- Christina Flisbäck (1992–1993)
- Bo Sundqvist (1993–1995)
- Henning Svedberg (1995–1997)
- Göran Strömberg (1997–1998)
- Robert Rasmussen (1998–2000)
- Anne–Marie Linder (2000–2001)
- Magdalena Svensson (2001–2002)
- Sofia Nordborg (2002–2003)
- David Sjövall (2003–2004)
- Sibel Polat (2004–2005)
- Peter Nilsson (2005–2007)
- Daniel Hjert (2007–2008)
- Heini Kumpula (2008–2009)
- Cajsa Johansson (2009–2010)
- Jenny Löfberg (2010–2011)
- Friedrich Heger (2011–2012)
- Freddy Grip (2012–2014)
- Elina Halvarsson (2014–2015)
- Isak Skogstad (2015–2017)
- Mimmi Rönnqvist (2017–2019)
- Rebecca Roth (2019–2021)
- Lina Hading (2021–2022)
- Emelie Fransson (2022–2023)